# Puchar Świata w saneczkarstwie 2022/2023
Puchar Świata w saneczkarstwie 2022/2023 – 46. sezon Pucharu Świata w saneczkarstwie. Rywalizacja rozpoczęła się 3 grudnia 2022 r. w austriackim Igls. Ostatnie zawody z tego cyklu zostały rozegrane 26 lutego 2023 r. na torze w niemieckim Winterbergu.
Rozegrano 54 konkursy: po 9 konkursów indywidualnych (w formule klasycznej) kobiet, mężczyzn oraz dwójek, po 3 zawody sprinterskie kobiet, mężczyzn oraz dwójek, a także 6 zawodów sztafet mieszanych. Po raz pierwszy w historii zmagań o PŚ została przeprowadzona rywalizacja w zawodach dwójek kobiet.
Podczas sezonu 2022/2023 odbyły się dwie imprezy, na których rozdane zostały medale. Podczas zawodów Pucharu Świata w norweskim Lillehammer odbyły się jednocześnie mistrzostwa Europy, natomiast główną imprezą tego sezonu były rozegrane pod koniec stycznia mistrzostwa świata w niemieckim Oberhofie.

## Kalendarz Pucharu Świata
| Lp. | Data                                   | Miejscowość         | Konkurencja                                  | 1. miejsce                                                                 | 2. miejsce                                                                          | 3. miejsce                                                                           |
| --- | -------------------------------------- | ------------------- | -------------------------------------------- | -------------------------------------------------------------------------- | ----------------------------------------------------------------------------------- | ------------------------------------------------------------------------------------ |
| 1.  | 3–4 grudnia 2022                       | Igls                | Jedynki kobiet                               | Madeleine Egle                                                             | Emily Sweeney                                                                       | Julia Taubitz                                                                        |
| 1.  | 3–4 grudnia 2022                       | Igls                | Sprint kobiet                                | Madeleine Egle                                                             | Emily Sweeney                                                                       | Julia Taubitz                                                                        |
| 1.  | 3–4 grudnia 2022                       | Igls                | Jedynki mężczyzn                             | Nico Gleirscher                                                            | Wolfgang Kindl                                                                      | Jonas Müller                                                                         |
| 1.  | 3–4 grudnia 2022                       | Igls                | Sprint mężczyzn                              | Nico Gleirscher                                                            | Wolfgang Kindl                                                                      | Dominik Fischnaller                                                                  |
| 1.  | 3–4 grudnia 2022                       | Igls                | Dwójki kobiet                                | Austria Selina Egle · Lara Kipp                                            | Niemcy Jessica Degenhardt · Cheyenne Rosenthal                                      | Włochy Andrea Vötter · Marion Oberhofer                                              |
| 1.  | 3–4 grudnia 2022                       | Igls                | Sprint dwójek kobiet                         | Austria Selina Egle · Lara Kipp                                            | Włochy Andrea Vötter · Marion Oberhofer                                             | Łotwa Anda Upīte · Sanija Ozoliņa                                                    |
| 1.  | 3–4 grudnia 2022                       | Igls                | Dwójki mężczyzn                              | Austria Juri Gatt · Riccardo Schöpf                                        | Austria Thomas Steu · Lorenz Koller                                                 | Austria Yannick Müller · Armin Frauscher                                             |
| 1.  | 3–4 grudnia 2022                       | Igls                | Sprint dwójek mężczyzn                       | Austria Yannick Müller · Armin Frauscher                                   | Łotwa Mārtiņš Bots · Roberts Plūme                                                  | Niemcy Hannes Orlamünder · Paul Gubitz                                               |
| 2.  | 9–10 grudnia 2022                      | Whistler            | Jedynki kobiet                               | Madeleine Egle                                                             | Julia Taubitz                                                                       | Merle Fräbel                                                                         |
| 2.  | 9–10 grudnia 2022                      | Whistler            | Jedynki mężczyzn                             | Felix Loch                                                                 | Wolfgang Kindl                                                                      | Dominik Fischnaller                                                                  |
| 2.  | 9–10 grudnia 2022                      | Whistler            | Dwójki kobiet                                | Włochy Andrea Vötter · Marion Oberhofer                                    | Austria Selina Egle · Lara Kipp                                                     | Niemcy Jessica Degenhardt · Cheyenne Rosenthal                                       |
| 2.  | 9–10 grudnia 2022                      | Whistler            | Dwójki mężczyzn                              | Niemcy Toni Eggert · Sascha Benecken                                       | Niemcy Tobias Wendl · Tobias Arlt                                                   | Austria Juri Gatt · Riccardo Schöpf                                                  |
| 2.  | 9–10 grudnia 2022                      | Whistler            | Sztafeta mieszana                            | Niemcy Julia Taubitz · Felix Loch · Toni Eggert · Sascha Benecken          | Łotwa Elīna Ieva Vītola · Kristers Aparjods · Mārtiņš Bots · Roberts Plūme          | Austria Madeleine Egle · Wolfgang Kindl · Juri Gatt · Riccardo Schöpf                |
| 3.  | 16–17 grudnia 2022                     | Park City           | Jedynki kobiet                               | Dajana Eitberger                                                           | Emily Sweeney                                                                       | Julia Taubitz                                                                        |
| 3.  | 16–17 grudnia 2022                     | Park City           | Sprint kobiet                                | Julia Taubitz                                                              | Dajana Eitberger                                                                    | Brittney Arndt                                                                       |
| 3.  | 16–17 grudnia 2022                     | Park City           | Jedynki mężczyzn                             | Dominik Fischnaller                                                        | Felix Loch                                                                          | David Gleirscher                                                                     |
| 3.  | 16–17 grudnia 2022                     | Park City           | Sprint mężczyzn                              | Dominik Fischnaller                                                        | David Gleirscher                                                                    | Felix Loch                                                                           |
| 3.  | 16–17 grudnia 2022                     | Park City           | Dwójki kobiet                                | Włochy Andrea Vötter · Marion Oberhofer                                    | Niemcy Jessica Degenhardt · Cheyenne Rosenthal                                      | Kanada Caitlin Nash · Natalie Corless                                                |
| 3.  | 16–17 grudnia 2022                     | Park City           | Sprint dwójek kobiet                         | Austria Selina Egle · Lara Kipp                                            | Włochy Andrea Vötter · Marion Oberhofer                                             | Niemcy Jessica Degenhardt · Cheyenne Rosenthal                                       |
| 3.  | 16–17 grudnia 2022                     | Park City           | Dwójki mężczyzn                              | Niemcy Toni Eggert · Sascha Benecken                                       | Austria Juri Gatt · Riccardo Schöpf                                                 | Niemcy Tobias Wendl · Tobias Arlt                                                    |
| 3.  | 16–17 grudnia 2022                     | Park City           | Sprint dwójek mężczyzn                       | Niemcy Tobias Wendl · Tobias Arlt                                          | Niemcy Toni Eggert · Sascha Benecken                                                | Austria Yannick Müller · Armin Frauscher                                             |
| 4.  | 7–8 stycznia 2023                      | Sigulda             | Jedynki kobiet                               | Dajana Eitberger                                                           | Elīna Ieva Vītola                                                                   | Julia Taubitz                                                                        |
| 4.  | 7–8 stycznia 2023                      | Sigulda             | Jedynki mężczyzn                             | Kristers Aparjods                                                          | Max Langenhan                                                                       | Dominik Fischnaller                                                                  |
| 4.  | 7–8 stycznia 2023                      | Sigulda             | Dwójki kobiet                                | Łotwa Anda Upīte · Sanija Ozoliņa                                          | Stany Zjednoczone Chevonne Forgan · Sophia Kirkby                                   | Niemcy Jessica Degenhardt · Cheyenne Rosenthal                                       |
| 4.  | 7–8 stycznia 2023                      | Sigulda             | Dwójki mężczyzn                              | Łotwa Mārtiņš Bots · Roberts Plūme                                         | Niemcy Tobias Wendl · Tobias Arlt                                                   | Włochy Emanuel Rieder · Simon Kainzwaldner                                           |
| 4.  | 7–8 stycznia 2023                      | Sigulda             | Sztafeta mieszana                            | Łotwa Elīna Ieva Vītola · Kristers Aparjods · Mārtiņš Bots · Roberts Plūme | Niemcy Dajana Eitberger · Felix Loch · Tobias Wendl · Tobias Arlt                   | Stany Zjednoczone Emily Sweeney · Tucker West · Zachary DiGregorio · Sean Hollander  |
| 5.  | 14–15 stycznia 2023                    | Lillehammer Sigulda | Jedynki kobiet                               | Anna Berreiter                                                             | Dajana Eitberger                                                                    | Elīna Ieva Vītola                                                                    |
| 5.  | 14–15 stycznia 2023                    | Lillehammer Sigulda | Jedynki mężczyzn                             | Max Langenhan                                                              | Felix Loch                                                                          | Kristers Aparjods                                                                    |
| 5.  | 14–15 stycznia 2023                    | Lillehammer Sigulda | Dwójki kobiet                                | Włochy Andrea Vötter · Marion Oberhofer                                    | Łotwa Anda Upīte · Sanija Ozoliņa                                                   | Niemcy Jessica Degenhardt · Cheyenne Rosenthal                                       |
| 5.  | 14–15 stycznia 2023                    | Lillehammer Sigulda | Dwójki mężczyzn                              | Niemcy Tobias Wendl · Tobias Arlt                                          | Łotwa Mārtiņš Bots · Roberts Plūme                                                  | Łotwa Eduards Ševics-Mikeļševics · Lūkass Krasts                                     |
| 5.  | 14–15 stycznia 2023                    | Lillehammer Sigulda | Sztafeta mieszana                            | Łotwa Elīna Ieva Vītola · Kristers Aparjods · Mārtiņš Bots · Roberts Plūme | Niemcy Anna Berreiter · Max Langenhan · Tobias Wendl · Tobias Arlt                  | Włochy Sandra Robatscher · Dominik Fischnaller · Emanuel Rieder · Simon Kainzwaldner |
| ME  | 14–15 stycznia 2023                    | Lillehammer Sigulda | 54. Mistrzostwa Europy w Saneczkarstwie 2023 | 54. Mistrzostwa Europy w Saneczkarstwie 2023                               | 54. Mistrzostwa Europy w Saneczkarstwie 2023                                        | 54. Mistrzostwa Europy w Saneczkarstwie 2023                                         |
| MŚ  | 27–29 stycznia 2023                    | Oberhof             | 51. Mistrzostwa Świata w Saneczkarstwie 2023 | 51. Mistrzostwa Świata w Saneczkarstwie 2023                               | 51. Mistrzostwa Świata w Saneczkarstwie 2023                                        | 51. Mistrzostwa Świata w Saneczkarstwie 2023                                         |
| 6.  | 4–5 lutego 2023                        | Altenberg           | Jedynki kobiet                               | Julia Taubitz                                                              | Anna Berreiter                                                                      | Dajana Eitberger                                                                     |
| 6.  | 4–5 lutego 2023                        | Altenberg           | Jedynki mężczyzn                             | Max Langenhan                                                              | Dominik Fischnaller                                                                 | Felix Loch                                                                           |
| 6.  | 4–5 lutego 2023                        | Altenberg           | Dwójki kobiet                                | Włochy Andrea Vötter · Marion Oberhofer                                    | Niemcy Jessica Degenhardt · Cheyenne Rosenthal                                      | Austria Selina Egle · Lara Kipp                                                      |
| 6.  | 4–5 lutego 2023                        | Altenberg           | Dwójki mężczyzn                              | Niemcy Toni Eggert · Sascha Benecken                                       | Niemcy Tobias Wendl · Tobias Arlt                                                   | Łotwa Mārtiņš Bots · Roberts Plūme                                                   |
| 6.  | 4–5 lutego 2023                        | Altenberg           | Sztafeta mieszana                            | Austria Madeleine Egle · Wolfgang Kindl · Yannick Müller · Armin Frauscher | Niemcy Julia Taubitz · Max Langenhan · Toni Eggert · Sascha Benecken                | Łotwa Elīna Ieva Vītola · Kristers Aparjods · Mārtiņš Bots · Roberts Plūme           |
| 7.  | 11–12 lutego 2023                      | Winterberg          | Jedynki kobiet                               | Julia Taubitz                                                              | Anna Berreiter                                                                      | Emily Sweeney                                                                        |
| 7.  | 11–12 lutego 2023                      | Winterberg          | Sprint kobiet                                | Julia Taubitz                                                              | Kendija Aparjode                                                                    | Merle Fräbel                                                                         |
| 7.  | 11–12 lutego 2023                      | Winterberg          | Jedynki mężczyzn                             | Max Langenhan                                                              | Jonas Müller                                                                        | Felix Loch                                                                           |
| 7.  | 11–12 lutego 2023                      | Winterberg          | Sprint mężczyzn                              | Max Langenhan                                                              | Jonas Müller                                                                        | Felix Loch                                                                           |
| 7.  | 11–12 lutego 2023                      | Winterberg          | Dwójki kobiet                                | Niemcy Jessica Degenhardt · Cheyenne Rosenthal                             | Austria Selina Egle · Lara Kipp                                                     | Włochy Andrea Vötter · Marion Oberhofer                                              |
| 7.  | 11–12 lutego 2023                      | Winterberg          | Sprint dwójek kobiet                         | Łotwa Anda Upīte · Sanija Ozoliņa                                          | Włochy Andrea Vötter · Marion Oberhofer                                             | Włochy Nadia Falkensteiner · Annalena Huber                                          |
| 7.  | 11–12 lutego 2023                      | Winterberg          | Dwójki mężczyzn                              | Niemcy Tobias Wendl · Tobias Arlt                                          | Niemcy Toni Eggert · Sascha Benecken                                                | Łotwa Mārtiņš Bots · Roberts Plūme                                                   |
| 7.  | 11–12 lutego 2023                      | Winterberg          | Sprint dwójek mężczyzn                       | Niemcy Tobias Wendl · Tobias Arlt                                          | Niemcy Toni Eggert · Sascha Benecken                                                | Austria Juri Gatt · Riccardo Schöpf                                                  |
| 8.  | 18–19 lutego 2023                      | Sankt Moritz        | Jedynki kobiet                               | Dajana Eitberger                                                           | Julia Taubitz                                                                       | Anna Berreiter                                                                       |
| 8.  | 18–19 lutego 2023                      | Sankt Moritz        | Jedynki mężczyzn                             | Max Langenhan                                                              | Felix Loch                                                                          | Kristers Aparjods                                                                    |
| 8.  | 18–19 lutego 2023                      | Sankt Moritz        | Dwójki kobiet                                | Niemcy Jessica Degenhardt · Cheyenne Rosenthal                             | Włochy Andrea Vötter · Marion Oberhofer                                             | Łotwa Viktorija Ziediņa · Selīna Zvilna                                              |
| 8.  | 18–19 lutego 2023                      | Sankt Moritz        | Dwójki mężczyzn                              | Niemcy Tobias Wendl · Tobias Arlt                                          | Niemcy Toni Eggert · Sascha Benecken                                                | Łotwa Mārtiņš Bots · Roberts Plūme                                                   |
| 8.  | 18–19 lutego 2023                      | Sankt Moritz        | Sztafeta mieszana                            | Niemcy Dajana Eitberger · Max Langenhan · Tobias Wendl · Tobias Arlt       | Stany Zjednoczone Emily Sweeney · Tucker West · Zachary DiGregorio · Sean Hollander | Austria Madeleine Egle · Nico Gleirscher · Thomas Steu · Lorenz Koller               |
| 9.  | 26–27 listopada 2022 25–26 lutego 2023 | Igls Winterberg     | Jedynki kobiet                               | Madeleine Egle                                                             | Lisa Schulte                                                                        | Anna Berreiter                                                                       |
| 9.  | 26–27 listopada 2022 25–26 lutego 2023 | Igls Winterberg     | Jedynki mężczyzn                             | Max Langenhan                                                              | Jonas Müller                                                                        | Nico Gleirscher                                                                      |
| 9.  | 26–27 listopada 2022 25–26 lutego 2023 | Igls Winterberg     | Dwójki kobiet                                | Austria Selina Egle · Lara Kipp                                            | Niemcy Jessica Degenhardt · Cheyenne Rosenthal                                      | Włochy Andrea Vötter · Marion Oberhofer                                              |
| 9.  | 26–27 listopada 2022 25–26 lutego 2023 | Igls Winterberg     | Dwójki mężczyzn                              | Niemcy Tobias Wendl · Tobias Arlt                                          | Niemcy Toni Eggert · Sascha Benecken                                                | Austria Juri Gatt · Riccardo Schöpf                                                  |
| 9.  | 26–27 listopada 2022 25–26 lutego 2023 | Igls Winterberg     | Sztafeta mieszana                            | Austria Madeleine Egle · Jonas Müller · Juri Gatt · Riccardo Schöpf        | Niemcy Anna Berreiter · Max Langenhan · Tobias Wendl · Tobias Arlt                  | Stany Zjednoczone Emily Sweeney · Tucker West · Zachary DiGregorio · Sean Hollander  |

## Klasyfikacje
| Miejsce | Zawodniczka        | Reprezentacja     | Punkty |
| ------- | ------------------ | ----------------- | ------ |
| 1.      | Julia Taubitz      | Niemcy            | 947    |
| 2.      | Dajana Eitberger   | Niemcy            | 852    |
| 3.      | Anna Berreiter     | Niemcy            | 789    |
| 4.      | Madeleine Egle     | Austria           | 703    |
| 5.      | Emily Sweeney      | Stany Zjednoczone | 602    |
| 6.      | Merle Fräbel       | Niemcy            | 542    |
| 7.      | Elīna Ieva Vītola  | Łotwa             | 526    |
| 8.      | Kendija Aparjode   | Łotwa             | 450    |
| 9.      | Andrea Vötter      | Włochy            | 431    |
| 10.     | Natalie Maag       | Szwajcaria        | 429    |
|         |                    |                   |        |
| 22.     | Klaudia Domaradzka | Polska            | 152    |
| 36.     | Natalia Jamróz     | Polska            | 41     |

| Miejsce | Zawodniczka        | Reprezentacja     | Punkty |
| ------- | ------------------ | ----------------- | ------ |
| 1.      | Julia Taubitz      | Niemcy            | 677    |
| 2.      | Dajana Eitberger   | Niemcy            | 661    |
| 3.      | Anna Berreiter     | Niemcy            | 640    |
| 4.      | Madeleine Egle     | Austria           | 545    |
| 5.      | Emily Sweeney      | Stany Zjednoczone | 442    |
| 6.      | Elīna Ieva Vītola  | Łotwa             | 420    |
| 7.      | Merle Fräbel       | Niemcy            | 385    |
| 8.      | Kendija Aparjode   | Łotwa             | 337    |
| 8.      | Lisa Schulte       | Austria           | 337    |
| 10.     | Natalie Maag       | Szwajcaria        | 331    |
| 10.     | Andrea Vötter      | Włochy            | 331    |
|         |                    |                   |        |
| 20.     | Klaudia Domaradzka | Polska            | 152    |
| 36.     | Natalia Jamróz     | Polska            | 41     |

| Miejsce | Zawodniczka        | Reprezentacja     | Punkty |
| ------- | ------------------ | ----------------- | ------ |
| 1.      | Julia Taubitz      | Niemcy            | 270    |
| 2.      | Dajana Eitberger   | Niemcy            | 191    |
| 3.      | Emily Sweeney      | Stany Zjednoczone | 160    |
| 4.      | Madeleine Egle     | Austria           | 158    |
| 5.      | Merle Fräbel       | Niemcy            | 157    |
| 6.      | Anna Berreiter     | Niemcy            | 149    |
| 7.      | Ashley Farquharson | Stany Zjednoczone | 126    |
| 8.      | Kendija Aparjode   | Łotwa             | 113    |
| 9.      | Hannah Prock       | Austria           | 110    |
| 10.     | Elīna Ieva Vītola  | Łotwa             | 106    |

| Miejsce | Zawodnik            | Reprezentacja     | Punkty |
| ------- | ------------------- | ----------------- | ------ |
| 1.      | Dominik Fischnaller | Włochy            | 812    |
| 2.      | Felix Loch          | Niemcy            | 767    |
| 3.      | Max Langenhan       | Niemcy            | 685    |
| 4.      | Wolfgang Kindl      | Austria           | 660    |
| 5.      | David Gleirscher    | Austria           | 638    |
| 6.      | Kristers Aparjods   | Łotwa             | 600    |
| 7.      | Jonas Müller        | Austria           | 583    |
| 8.      | Nico Gleirscher     | Austria           | 560    |
| 9.      | Gints Bērziņš       | Łotwa             | 467    |
| 10.     | Tucker West         | Stany Zjednoczone | 459    |
|         |                     |                   |        |
| 26.     | Arkadiusz Trojga    | Polska            | 98     |
| 31.     | Mateusz Sochowicz   | Polska            | 64     |

| Miejsce | Zawodnik            | Reprezentacja     | Punkty |
| ------- | ------------------- | ----------------- | ------ |
| 1.      | Felix Loch          | Niemcy            | 627    |
| 2.      | Dominik Fischnaller | Włochy            | 592    |
| 3.      | Max Langenhan       | Niemcy            | 585    |
| 4.      | Kristers Aparjods   | Łotwa             | 515    |
| 5.      | Wolfgang Kindl      | Austria           | 501    |
| 6.      | Nico Gleirscher     | Austria           | 460    |
| 7.      | David Gleirscher    | Austria           | 433    |
| 8.      | Jonas Müller        | Austria           | 409    |
| 9.      | Gints Bērziņš       | Łotwa             | 366    |
| 10.     | Tucker West         | Stany Zjednoczone | 355    |
|         |                     |                   |        |
| 25.     | Arkadiusz Trojga    | Polska            | 98     |
| 31.     | Mateusz Sochowicz   | Polska            | 64     |

| Miejsce | Zawodnik            | Reprezentacja     | Punkty |
| ------- | ------------------- | ----------------- | ------ |
| 1.      | Dominik Fischnaller | Włochy            | 220    |
| 2.      | David Gleirscher    | Austria           | 205    |
| 3.      | Jonas Müller        | Austria           | 174    |
| 4.      | Wolfgang Kindl      | Austria           | 159    |
| 5.      | Leon Felderer       | Włochy            | 144    |
| 6.      | Felix Loch          | Niemcy            | 140    |
| 7.      | Jonathan Gustafson  | Stany Zjednoczone | 136    |
| 8.      | Jozef Ninis         | Słowacja          | 128    |
| 9.      | Tucker West         | Stany Zjednoczone | 104    |
| 10.     | Gints Bērziņš       | Łotwa             | 101    |
| 10.     | Timon Grancagnolo   | Niemcy            | 101    |

| Miejsce | Zawodniczki                           | Reprezentacja     | Punkty |
| ------- | ------------------------------------- | ----------------- | ------ |
| 1.      | Andrea Vötter Marion Oberhofer        | Włochy            | 1010   |
| 2.      | Selina Egle Lara Kipp                 | Austria           | 915    |
| 3.      | Jessica Degenhardt Cheyenne Rosenthal | Niemcy            | 898    |
| 4.      | Anda Upīte Sanija Ozoliņa             | Łotwa             | 637    |
| 5.      | Chevonne Forgan Sophia Kirkby         | Stany Zjednoczone | 635    |
| 6.      | Raluca Strămăturaru Carmen Manolescu  | Rumunia           | 498    |
| 7.      | Maya Chan Reannyn Weiler              | Stany Zjednoczone | 428    |
| 8.      | Nadia Falkensteiner Annalena Huber    | Włochy            | 335    |
| 9.      | Summer Britcher Emily Sweeney         | Stany Zjednoczone | 295    |
| 10.     | Viktorija Ziediņa Selīna Zvilna       | Łotwa             | 257    |
| 11.     | Nikola Domowicz Dominika Piwkowska    | Polska            | 231    |

| Miejsce | Zawodniczki                           | Reprezentacja     | Punkty |
| ------- | ------------------------------------- | ----------------- | ------ |
| 1.      | Andrea Vötter Marion Oberhofer        | Włochy            | 755    |
| 2.      | Jessica Degenhardt Cheyenne Rosenthal | Niemcy            | 750    |
| 3.      | Selina Egle Lara Kipp                 | Austria           | 660    |
| 4.      | Chevonne Forgan Sophia Kirkby         | Stany Zjednoczone | 493    |
| 5.      | Anda Upīte Sanija Ozoliņa             | Łotwa             | 467    |
| 6.      | Raluca Strămăturaru Carmen Manolescu  | Rumunia           | 386    |
| 7.      | Maya Chan Reannyn Weiler              | Stany Zjednoczone | 277    |
| 8.      | Nadia Falkensteiner Annalena Huber    | Włochy            | 210    |
| 9.      | Viktorija Ziediņa Selīna Zvilna       | Łotwa             | 197    |
| 10.     | Summer Britcher Emily Sweeney         | Stany Zjednoczone | 175    |
| 11.     | Nikola Domowicz Dominika Piwkowska    | Polska            | 153    |

| Miejsce | Zawodniczki                           | Reprezentacja     | Punkty |
| ------- | ------------------------------------- | ----------------- | ------ |
| 1.      | Andrea Vötter Marion Oberhofer        | Włochy            | 255    |
| 1.      | Selina Egle Lara Kipp                 | Austria           | 255    |
| 3.      | Anda Upīte Sanija Ozoliņa             | Łotwa             | 170    |
| 4.      | Maya Chan Reannyn Weiler              | Stany Zjednoczone | 151    |
| 5.      | Jessica Degenhardt Cheyenne Rosenthal | Niemcy            | 148    |
| 6.      | Chevonne Forgan Sophia Kirkby         | Stany Zjednoczone | 142    |
| 7.      | Nadia Falkensteiner Annalena Huber    | Włochy            | 125    |
| 8.      | Summer Britcher Emily Sweeney         | Stany Zjednoczone | 120    |
| 9.      | Raluca Strămăturaru Carmen Manolescu  | Rumunia           | 112    |
| 10.     | Nikola Domowicz Dominika Piwkowska    | Polska            | 78     |

| Miejsce | Zawodnicy                                | Reprezentacja     | Punkty |
| ------- | ---------------------------------------- | ----------------- | ------ |
| 1.      | Tobias Wendl Tobias Arlt                 | Niemcy            | 1014   |
| 2.      | Toni Eggert Sascha Benecken              | Niemcy            | 955    |
| 3.      | Mārtiņš Bots Roberts Plūme               | Łotwa             | 757    |
| 4.      | Juri Gatt Riccardo Schöpf                | Austria           | 686    |
| 5.      | Hannes Orlamünder Paul Gubitz            | Niemcy            | 600    |
| 6.      | Yannick Müller Armin Frauscher           | Austria           | 591    |
| 7.      | Thomas Steu Lorenz Koller                | Austria           | 557    |
| 8.      | Emanuel Rieder Simon Kainzwaldner        | Włochy            | 523    |
| 9.      | Zachary DiGregorio Sean Hollander        | Stany Zjednoczone | 476    |
| 10.     | Eduards Ševics-Mikeļševics Lūkass Krasts | Łotwa             | 458    |
|         |                                          |                   |        |
| 12.     | Wojciech Chmielewski Jakub Kowalewski    | Polska            | 407    |

| Miejsce | Zawodnicy                                | Reprezentacja     | Punkty |
| ------- | ---------------------------------------- | ----------------- | ------ |
| 1.      | Tobias Wendl Tobias Arlt                 | Niemcy            | 780    |
| 2.      | Toni Eggert Sascha Benecken              | Niemcy            | 730    |
| 3.      | Mārtiņš Bots Roberts Plūme               | Łotwa             | 587    |
| 4.      | Juri Gatt Riccardo Schöpf                | Austria           | 496    |
| 5.      | Hannes Orlamünder Paul Gubitz            | Niemcy            | 425    |
| 6.      | Emanuel Rieder Simon Kainzwaldner        | Włochy            | 417    |
| 7.      | Thomas Steu Lorenz Koller                | Austria           | 410    |
| 8.      | Eduards Ševics-Mikeļševics Lūkass Krasts | Łotwa             | 388    |
| 9.      | Yannick Müller Armin Frauscher           | Austria           | 385    |
| 10.     | Zachary DiGregorio Sean Hollander        | Stany Zjednoczone | 352    |
|         |                                          |                   |        |
| 12.     | Wojciech Chmielewski Jakub Kowalewski    | Polska            | 299    |

| Miejsce | Zawodnicy                             | Reprezentacja     | Punkty |
| ------- | ------------------------------------- | ----------------- | ------ |
| 1.      | Tobias Wendl Tobias Arlt              | Niemcy            | 234    |
| 2.      | Toni Eggert Sascha Benecken           | Niemcy            | 225    |
| 3.      | Yannick Müller Armin Frauscher        | Austria           | 206    |
| 4.      | Juri Gatt Riccardo Schöpf             | Austria           | 190    |
| 5.      | Hannes Orlamünder Paul Gubitz         | Niemcy            | 175    |
| 6.      | Mārtiņš Bots Roberts Plūme            | Łotwa             | 170    |
| 7.      | Thomas Steu Lorenz Koller             | Austria           | 147    |
| 8.      | Zachary DiGregorio Sean Hollander     | Stany Zjednoczone | 124    |
| 9.      | Wojciech Chmielewski Jakub Kowalewski | Polska            | 108    |
| 10.     | Emanuel Rieder Simon Kainzwaldner     | Włochy            | 106    |

| Miejsce | Reprezentacja     | Punkty |
| ------- | ----------------- | ------ |
| 1.      | Niemcy            | 540    |
| 2.      | Łotwa             | 470    |
| 3.      | Austria           | 340    |
| 4.      | Stany Zjednoczone | 335    |
| 5.      | Włochy            | 310    |
| 6.      | Polska            | 252    |
| 7.      | Chiny             | 181    |
| 8.      | Rumunia           | 150    |
| 9.      | Ukraina           | 110    |
| 10.     | Słowacja          | 55     |